# Rocznik Słupski
Rocznik Słupski – rocznik ukazujący się od 1979 do 1991 w Słupsku. Wydawcą było Stowarzyszenie Społeczno-Kulturalne „Pobrzeże” w Słupsku. Publikowane w nim były artykuły naukowe, recenzje, materiały dotyczące historii regionu słupskiego. Łącznie ukazało się 8 roczników pisma. 